# John Ralston Saul
John Ralston Saul (n. 19 de junio de 1947) es un autor y ensayista canadiense y fue el presidente del PEN Club Internacional de 2009-2015.
Como ensayista, Saul es particularmente conocido por sus comentarios sobre la naturaleza del individualismo, la ciudadanía y el bien público, los fracasos de las sociedades dirigidas por directores (o más precisamente, por tecnócratas), la confusión entre el liderazgo y la gerencia pública, la estrategia militar, en particular, guerra irregular, el papel de la libertad de expresión y la cultura, y razones económicas.

## Biografía
Nacido en Ottawa, Saul estudia en la Universidad de McGill en Montreal y en el King's College en Londres, donde lee su tesis sobre la modernización de Francia durante el periodo de Charles De Gaulle, obteniendo su doctorado en filosofía en 1972. Después de ayudar a crear la compañía petrolera nacional Petro-Canada en 1976, como asistente de su primer Presidente, Maurice F. Strong, publica su primera novela, “Birds of Prey” en 1977. A finales de los años 1970 y principios de los 1980 viaja regularmente con guerrilleros del norte de África y el Sudeste asiático y escribe “La trilogía filosófica.” Durante esos largos períodos en el noroeste de África y el Sudeste Asiático conoce colegas escritores que sufrían  privación de libertad de expresión, lo cual le lleva a interesarse por el trabajo de PEN Internacional. En 2009 es elegido presidente de PEN Internacional., el segundo presidente de América del Norte, después de Arthur Miller, desde su creación en 1921, .

### Novelas
Muerte de un general, su primer gran éxito se publica en 1977. Es una novela política que tiene lugar en la Francia gaullista y fue un best seller internacional. A continuación publica “La trilogía filosófica”, que trata de la crisis del poder moderno y su enfrentamiento con el individuo. Seguidamente publicó “Baraka,” “El placer eterno”, y “El goce del paraíso”, que ganó el Premio Letterario Internazionale en Italia. Finalmente, “Si de Bons Americains” es una novela picaresca que observa la vida de los nuevos ricos americanos modernos.

### Ensayos

#### “Los bastardos de Voltaire”, “Diccionario del que duda” y “La civilización inconsciente”
Sus ensayos filosóficos comienzan con la trilogía que incluye su best-seller “Los bastardos de Voltaire: La dictadura de la razón en Occidente”, el polémico diccionario filosófico: “Diccionario del que duda”, así como su libro a partir de las conferencias Massey Massey Lectures de 1995: “La civilización inconsciente” que ganó el premio Governor General's Award de No-Ficción literaria en 1996.
Sus libros tratan temas tales como las dictaduras de la razón sin incluir otras cualidades humanas, pudiendo así ser utilizada sin ninguna finalidad, en particular en un estado sin rumbo que recompensa la búsqueda del poder por el poder. Argumenta que ello conduce a deformaciones del pensamiento tales como la ideología promovida como verdad, o a estructuras corporativistas racionales pero antidemocráticas tales como la adoración de pequeños grupos y la  utilización del lenguaje y la experiencia para enmascarar una comprensión práctica del perjuicio que causan tales deformaciones. Según Saul, un progresivo individualismo sin tomar en cuenta el papel de la sociedad no ha creado, como podría esperarse, una mayor autonomía individual y un albedrío más libre. Al contrario: ha producido aislamiento y alienación. Saul propone la búsqueda de un ideal más humanista mediante el cual la razón se equilibre con otras capacidades humanas mentales tales como el sentido común, la ética, la intuición, la creatividad y la memoria. Además del bien común, habla de la importancia del lenguaje sin trabas y de la democracia práctica.

#### “Reflexiones de un gemelo siamés”
Sobre temas relacionados con Canadá, su historia y cultura: “Reflexiones de un gemelo siamés”. En este libro, que acuña la idea de que Canadá es un país "suave", no en el sentido de débil, sino de país dotado de una identidad flexible y compleja. Saul hace una comparación entre Canadá y la inflexibilidad o identidad “monolítica” de otros estados.
Argumenta que la identidad nacional compleja de Canadá se compone de una "realidad triangular" por las tres naciones que la componen: los indígenas canadienses, francófonos y anglófonos. Hace hincapié en la voluntad de compromiso de dichas naciones entre sí, en lugar de recurrir a una confrontación abierta. En el mismo sentido, critica tanto a la Escuela de Montreal separatista de Quebec por enfatizar los conflictos en la historia de Canadá, como las ideas del Orange Order y Clear Grits que tradicionalmente buscan definiciones claras de lealtad y la identidad canadiense.

#### “Hacia el equilibrio”
El próximo libro de Saúl, “Hacia el equilibrio” (2001), es en realidad la conclusión de su trilogía filosófica, en el que identifica seis cualidades comunes a todas las personas: el sentido común, la ética, la imaginación, la intuición, la memoria y la razón y describe cómo estas fuerzas internas se pueden utilizar equilibrándolas entre sí y lo que sucede cuando no están equilibradas, por ejemplo en el caso de una "dictadura de la razón".

#### “El colapso de la globalización y la reinvención del mundo”
En un artículo escrito para la revista Harper's y publicado en marzo de 2004, bajo el título “El Colapso de la globalización y el renacimiento del nacionalismo,” Saul argumenta que la ideología globalista está siendo atacada por movimientos en lucha, desarrollando este argumento en “El colapso del globalismo y la reinvención del mundo” (2005). Lejos de ser una fuerza inevitable, para el autor la globalización se está rompiendo en pedazos contradictorios y los ciudadanos están reafirmando sus intereses nacionales en formas tanto positivas como destructivas. Tras predecir el colapso económico,” El colapso de la globalización” se reeditó en 2009 con un epílogo nuevo para la crisis actual.

#### “A Fair Country”
A Fair Country: Truths about Canada (2008) es su segunda gran obra sobre Canadá. Está organizada en cuatro secciones: 
"Una civilización mestiza", donde vuelve al argumento de sus “Reflexiones de un gemelo siamés” respecto a la ‘realidad triangular de Canadá’. Basándose en los trabajos de Harold Innis y Gerald Friesen, Saul sostiene que el Canadá contemporáneo ha sido profundamente influenciado por las ideas y las forma de los aborígenes, así como por la experiencia tanto de los francófonos como de los anglófonos inmigrantes durante 250 años a partir de 1600, durante los cuales los aborígenes fueron la fuerza dominante en Canadá. Argumenta que los aborígenes están haciendo un rápido "regreso", y que su influencia fundamental debe ser reconocida para que los canadienses no aborígenes se comprendan a sí mismos.
“Paz, orden y buen gobierno”: En esta sección Saul argumenta que en lugar de la frase "paz, orden y buen gobierno", que aparece y se ha convertido como una piedra de toque de la Constitución Canadiense de 1867, la frase que domina en los documentos canadienses anteriores es "paz, bienestar y buen gobierno". Saul sugiere que la fuerza que en esa frase tenga el "orden" representa verdaderamente los orígenes canadienses.
”Los castrati”. Esta sección es como un eco de las críticas más generales de Saul a los regímenes tecnocráticos y burocráticos. Saul argumenta que, si bien las élites canadienses actuales reflejan una “mediocridad preocupante", no fue siempre así.
"Una civilización intencionada": Saul utiliza la sección final del libro para posicionarse a favor del retorno a la comprensión de Canadá como una respuesta única a sus particulares circunstancias históricas.

## Orador
Además de sus conferencias de Massey en 1995, Saul ha pronunciado otras también notables. Presentó   la conferencia de Harold Innis en 1994. En 2000 pronunció la Lección inaugural LaFontaine-Baldwin. Su "J.D. Young Memorial Lecture ", se tituló  "¿Una nueva era de la Guerra Irregular?" Pronunciada en el Royal Military College of Canada en Kingston, Ontario, el 4 de febrero de 2004. Asimismo pronunció la "Conferencia IDEAS 2005" en Brisbane, Australia, habló sobre la “Mente cautiva” en Cracovia, Polonia, y en 2008 dio la 33 ª Conferencia Sir Winston Scott Memorial en Barbados. También presentó la Conferencia Anual del McGill Law Journal  de la Facultad de Derecho de McGill en Montreal el 3 de febrero de 2009.

## Actividades
John Ralston Saul es copresidente del Instituto para la Ciudadanía Canadiense (ICC), que anima a los nuevos canadienses a ser ciudadanos activos. Es Patrón y expresidente del Centro Canadiense de PEN Internacional. También es fundador y presidente honorario de "Francés para el Futuro", que fomenta la educación bilingüe Francés-Inglés, Presidente de la Junta Asesora del Simposio LaFontaine-Baldwin, y un Patrón de Planned Lifetime Advocacy Network (PLAN - una organización vanguardia ligado a las personas con discapacidad). Un Compañero de la Orden de Canadá (1999), es también Chevalier de la Ordre des Arts et des Lettres de Francia (1996). Tiene 14 degrados honoríficos que incluye uno de la McGill University, la University of Ottawa, y Herzen University en San Petersburgo, Rusia. Desde 1999 hasta 2006, cuando su esposa Adrienne Clarkson fue Gobernador General de Canadá, durante la cual dedicó gran parte de su tiempo a las cuestiones de la libertad de expresión, la pobreza, la educación pública y el bilingüismo.

## PEN International
Fue elegido presidente internacional por un período de tres años en el Congreso Anual de PEN en Linz, Austria, en octubre de 2009. Hizo campaña sobre la necesidad de prestar atención a las lenguas y culturas más pequeñas y en peligro de extinción, alegando que la separación definitiva de la libertad de expresión fue la pérdida de una lengua. Puso un énfasis especial en las lenguas indígenas en peligro de extinción. Hizo un llamamiento para una mayor descentralización de PEN, que incluye 144 centros en 102 países. Argumenta que la literatura y la libertad de expresión son la misma cosa, que no se puede tener una sin la otra. Saul ha testificado ante el Parlamento Europeo, Comisión de Derechos Humanos, sobre la pérdida de la libertad de expresión en Túnez, ha hablado antes del European Council on Refugees and Exiles (ECRE), y ha publicado un ensayo sobre escritores en el exilio que ha sido traducido a varios idiomas.

### Ficción
- Muerte de un general (1977, traducido en 1980)
- Baraka (1983, traducido en 1984)
- El placer eterno (1986, traducido en 1987)
- El goce del paraiso (1988, traducido en 1988)
- De si bons Américains (1994)

### No ficción
- Los bastardos de Voltaire. La dictadura de la razón en Occidente (1992, traducido en 1998)
- Diccionario del que duda (1994, traducido en 2001)
- La civilización inconsciente (1995, traducido en 1997)
- Le Citoyen dans un cul-de-sac?: Anatomie d'une société en crise (1996)
- Reflections of a Siamese Twin: Canada at the End of the Twentieth Century (1997)
- On Equilibrium: Six Qualities of the New Humanism (2001)
- The John W. Holmes Memorial Lecture (2004)
- The Collapse of Globalism and the Reinvention of the World (2005)
- Joseph Howe and the Battle for Freedom of Speech (2006)
- A Fair Country: Telling Truths About Canada (2008)
- Louis-Hippolyte LaFontaine and Robert Baldwin (2010)

## Premios
- Italy's Premio Letterario Internazionale, for The Paradise Eater (1990)
- Chevalier des Arts et des Lettres de France (1996)
- Gordon Montador Award, for The Unconscious Civilization (1996)
- Governor General's Literary Award for Non-fiction, for The Unconscious Civilization (1996)
- Gordon Montador Award, for Reflections of a Siamese Twin (1998)
- Companion of the Order of Canada (1999)
- Pablo Neruda International Presidential Medal of Honour (2004)
- Manhae Literary Prize (2010)